# 唐勝宗
唐勝宗（1335年—1390年），濠州（今安徽定远）人，明代开国军事将领。

## 生平
其十八岁跟从朱元璋起兵，后跟随渡江，官至中翼元帥。跟随徐达攻破常州、寧國、婺州、池州、安慶、南昌、廬州等地，升至驃騎衛指揮同知。后在武昌，攻下長沙、沅陵、澧陽，随徐达攻下江陵、安豐，活捉元朝将领忻都，担任安豐衛指揮使。后跟徐达攻破汴梁、歸德、許州、延安，升任都督府同知。洪武三年，封延安侯。后因擅自使用驿骑，被夺爵位，降为指挥。后因追捕代縣逆反，再次恢复爵位。
洪武十四年，平定浙江東山寇乱，斩首三千余人。后到临安，招降元右丞兀卜台等人。次年巡视陕西、监督屯田。再次年镇守辽东，奉敕不要与高丽交往。高丽使者来时，唐观察其奸猾，上表陈述。朱元璋表扬其堪比三国时期曹魏田豫拒绝烏桓贿赂。其镇守七年，威信甚大。后召还，平定贵州叛乱。后因胡惟庸案连坐，被诛杀。